# Arcangela Paladini
Arcangela Paladini (o Arcangiola Palladini) (Pistoya, 29 de septiembre de 1596-Florencia, 18 de octubre de 1622) fue una pintora y poeta italiana.

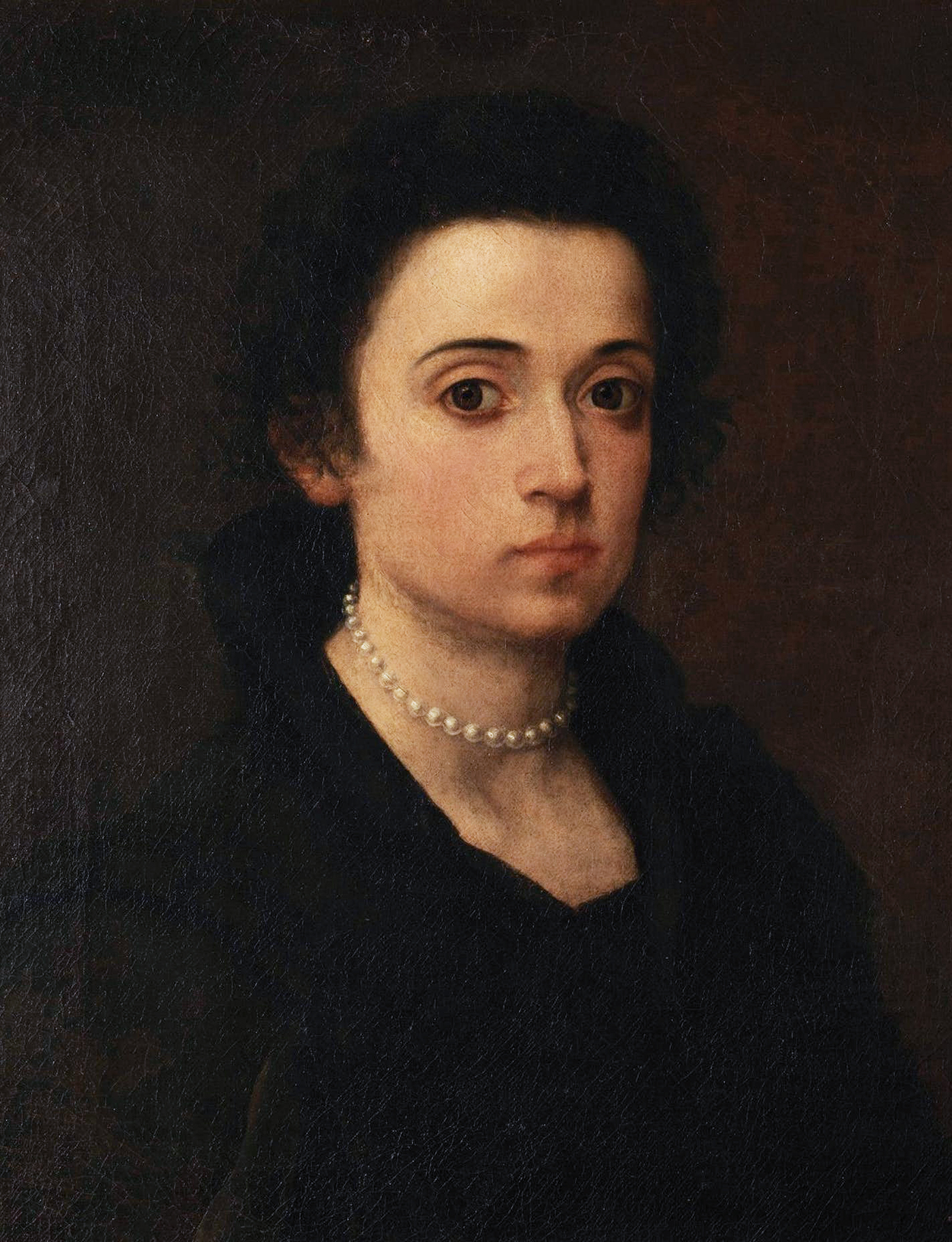
Autorretrato en los Uffizi

## Juventud
Arcangela Paladini, nacida en Pistoia en 1596, fue la tercera hija (de cuatro) del pintor Filippo Paladini (1544-1616). Fue contemporánea de Artemisia Gentileschi (1593-1656), y es posible que fuera la modelo para la imagen de Santa Cecilia, patrona de la música, que pintó Artemisia.
A los quince años ya era una artista establecida. En 1608, se mudó a Pisa con su familia, donde llamó la atención de los Médici, que la llevaron con ellos a Florencia, donde empezó a trabajar con el aclamado pintor manierista Jacopo Ligozzi.

## Carrera
Arcangela se dedicaba a muchas disciplinas artísticas, como el canto, la escritura, la poesía y la pintura, entre otras. Además de ser una gran pintora, también creaba bordados, como retratos y flores, hojas, y diversos motivos de naturaleza. Aunque tan sólo una de sus obras ha sido identificada, hay descripciones de retratos en tinta y bordados del gran duque Cosme II en los inventarios de los Médici. En 1621, se le encargó su propio autorretrato, que sería colgado en el Corredor Vasariano.

## Relación con los Médici
En Florencia, vivió inicialmente en el monasterio de Santa Ágata, en Vía San Gallo. Fue ayudada por la gran duquesa María Magdalena de Médici,j quien después se convirtió en su mayor benefactora. A los diecisiete años, tras la sugerencia de la Gran Duquesa, Paladini se casó con Jan Broomans, nacido en Amberes, que realilzaba tapices. La Gran Duquesa la invitó a servir en su corte, y la presentó, a ella y a su marido, a Cosme II. En 1621, pintó un autorretrato para la Duquesa, que lo colocó en su propia habitación. El retrato se añadió más tarde a la colección expuesta en el Corredor Vasariano, y fue restaurado en 1967. Es la única pintura que se ha identificado como obra de la artista, aunque los inventarios revelas otras obras.

## Muerte

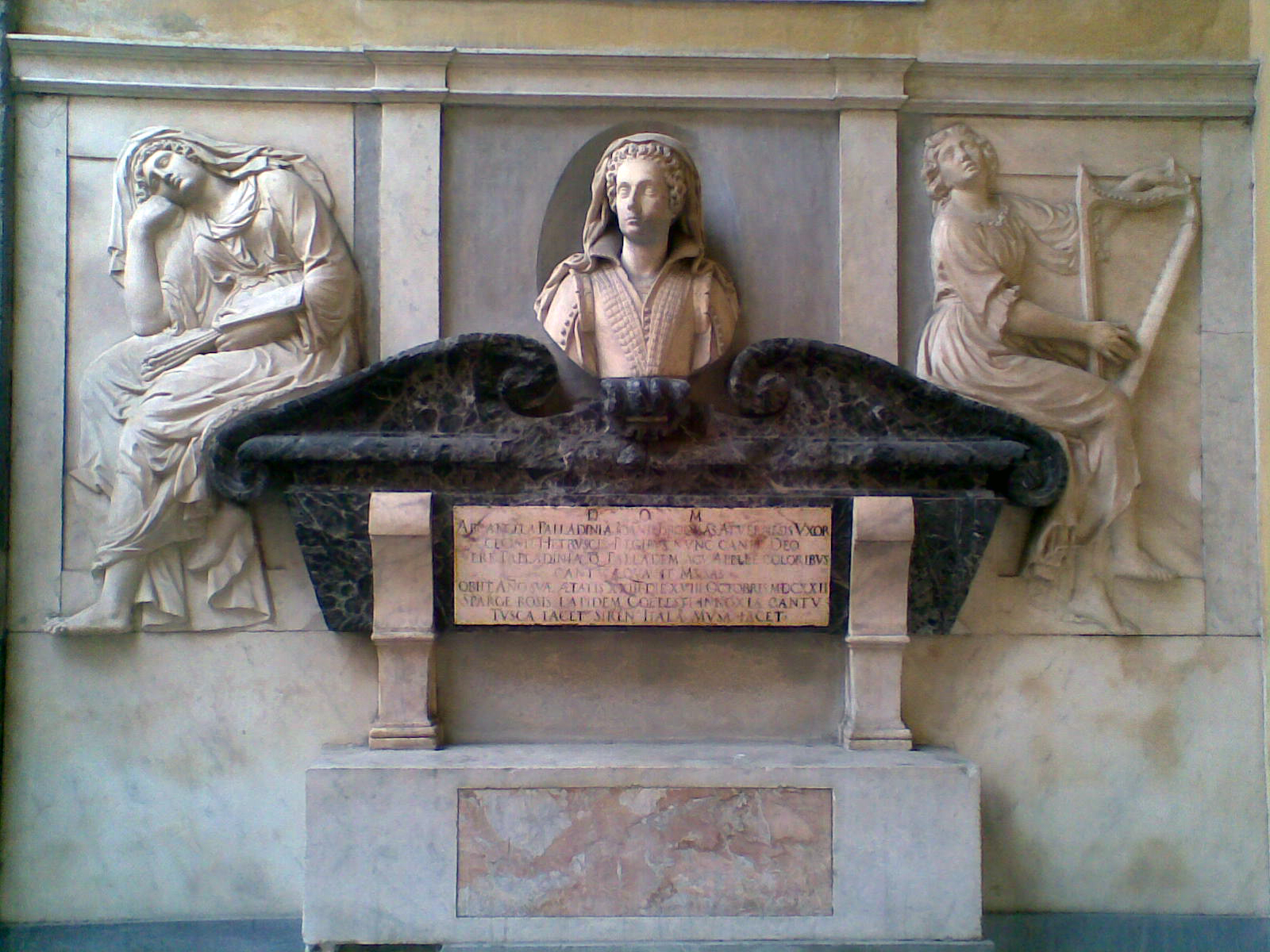
Tumba de Arcangela Paladini en Santa Felicità

Paladini murió el 18 de septiembre de 1622, a la edad de veintiséis años. Fue enterrada en la iglesia de Santa Felicità, donde la Gran Duquesa había encargado para ella una tumba-memorial, un honor que se daba muy raramente. La tumba fue esculpida por Agostino Bugiardini y Antonio Novelli. Sobre el sarcófago, se encuentra el busto de la artista. El epitafio compara a Paladini con la diosa Atenea y con el pintor Apeles.
"D.O.M. - Arcangela Palladinia - Ioannis Broomans Antuerpiensis uxor – Cecinit hetruscis regibus, nunc canit Deo – Vere Palladinia quae Palladem acu - Apellem coloribus Cantu aequavit musas - Obiit anno suae aetatis XXIII - die XVIII Octobris MDCXXII - Sparge rosis lapidem coelesti innoxia cantu - Thusca jacet siren; Itala musa jacet. -"